# Fladda (îles Treshnish)
Pour les articles homonymes, voir Fladda.
Fladda est une île inhabitée du Royaume-Uni située en Écosse, dans les îles Treshnish.